# 布勒农
布勒农（法語：Brenon，法語發音：[bʁənɔ̃]）是法国普罗旺斯-阿尔卑斯-蓝色海岸大区瓦尔省的一个市镇，属于德拉吉尼昂区。

## 地理
布勒农（43°46'1"N, 6°32'38"E）面积5.59 平方千米，位于法国普罗旺斯-阿尔卑斯-蓝色海岸大区瓦尔省，该省份为法国东南部沿海省份，北起上普罗旺斯阿尔卑斯省，西北角与沃克吕兹省接壤，西接罗讷河口省，南濒地中海，东临滨海阿尔卑斯省。
与布勒农接壤的市镇（或旧市镇、城区）包括：卡斯泰拉讷、巴尔热姆、勒布尔盖、沙托维约、阿尔蒂比河畔孔普斯、拉马特尔。

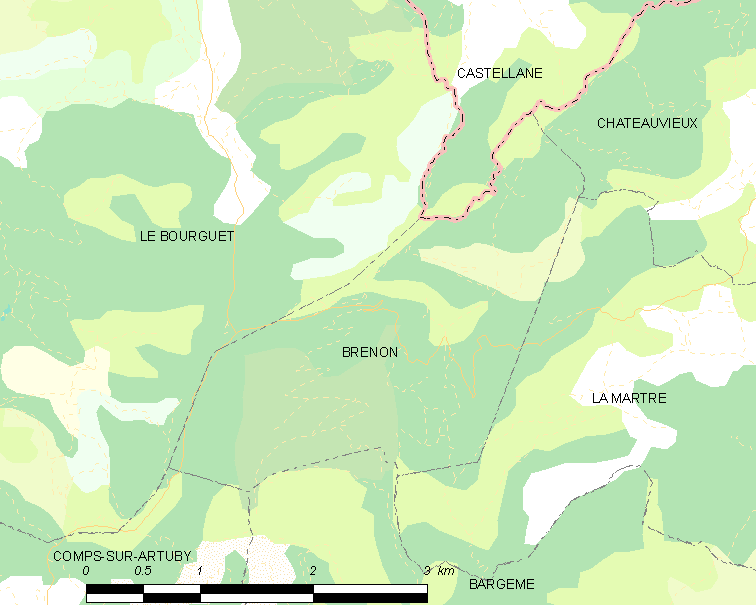
布勒农的OSM定位图

布勒农的时区为UTC+01:00、UTC+02:00（夏令时）。

## 行政
布勒农的邮政编码为83840，INSEE市镇编码为83022。

## 政治
布勒农所属的省级选区为弗拉约斯克县。

## 人口

1962-2008年间布勒农人口变化图示

布勒农于2022年1月1日时的人口数量为21人。